# Rhizotrogus parvicollis
Rhizotrogus parvicollis är en skalbaggsart som beskrevs av Perez Arcas 1872. Rhizotrogus parvicollis ingår i släktet Rhizotrogus och familjen Melolonthidae. Inga underarter finns listade i Catalogue of Life.